# Sarıtaş, Hakkâri
Sarıtaş là một xã thuộc thành phố Hakkâri, tỉnh Hakkâri, Thổ Nhĩ Kỳ. Dân số thời điểm năm 2011 là 292 người.